# Antonio Palandri
Geo Antonio Palandri (n. 3 martie 1925, Montieri, Toscana, Italia – d. 23 noiembrie 2003, Grosseto, Toscana, Italia) a fost un politician italian, președinte al provinciei Grosseto (1967–1970) și consilier regional al Toscanei (1970–1975).